# Broitzem
Broitzem [brɔɪ̯ˌt͡sɛm] ist ein Stadtteil Braunschweigs, sechs Kilometer südwestlich der Innenstadt. Broitzem hat 6.145 Einwohner. Der Stadtteil bildete bis 2021 den gleichnamigen Stadtbezirk 223 und ist seitdem Teil des Stadtbezirks Südwest.

## Geographie
Der Ort befindet sich mitten zwischen dem im Norden verlaufenden Fuhsekanal und dem im Süden liegenden Steinberg.
Nachbar-Stadtteile sind im Norden die Weststadt, im Westen Stiddien, im Osten Rüningen und im Süden Geitelde.

## Geschichte
| \| \| |
| --- |
| Die erste kartografische Darstellung Broitzems im Ämteratlas des Fürstentums Braunschweig-Wolfenbüttel von Gottfried Mascop, 1574. |
| Broitzem · Ämteratlas des Fürstentums Braunschweig-Wolfenbüttel von Gottfried Mascop, 1574.                                        |

Broitzem um 1899

1160 fand der Ort erste urkundliche Erwähnung als Brochem. Dieser Namen wird hergeleitet von brok für „feuchte Wiese“ und hem, was für „Siedlung“ stehen soll. 1179 wird der Ort als Brotseim und 1552 als Broizem erwähnt.
Die reichsfreien Edelherren von Meinersen waren in Brotsem begütert. Laut ihrem Lehnsregister gaben sie eine Hufe und drei Hofstellen mit aller Frucht und allem Nutzen an Wald und Wiese als Lehen an ihren Knappen Achilles von Kniestedt, dem sie das Gut 1242 abkauften und dem Kloster St. Ägidien in Braunschweig schenkten. Um 1280 gaben die Edelherren sechs Hufen als Lehen an die Braunschweiger Bürger Hermann Stapen und seine Brüder.
Durch die Nähe zu Braunschweig wurden Teile der Broitzemer Ländereien ab 1384 in die Braunschweiger Landwehr einbezogen, während der Ort nie Teil der Landwehr wurde. Am Ende des 18. Jahrhunderts hatte der Ort circa 400 Einwohner. Nördlich der Kirche befanden sich im alten Ortskern die größeren Ackerhöfe, während sich die Landarbeiter westlich des Ortskerns angesiedelt hatten.
Der Kirchenbau der Jahre 1469 bis 1480 wurde 1792 bis 1797 durch die Kammerbaumeister Heinrich Ludwig Rothermundt und Martin Carl Jakob Fricke umgebaut.
Ab circa 1850 siedelte sich im Ort mit einer Zuckerfabrik und einer Ziegelei Industrie an. Auch kamen kleinere Handwerksbetriebe hinzu.
1916 wurde auf dem Gebiet der heutigen Weststadt der Flugplatz Broitzem gebaut, auf welchem die Lufthansa von 1929 bis 1934 Piloten ausbildete. Von 1934 bis 1945 bildete die Luftwaffe dort Fallschirmjäger aus. Reste dieser Anlagen sind in der heutigen Weststadt zu finden (Kasernenanlagen Bereich Ludwig-Winter-Straße).
1934 wurde der nördlich der Bahnstrecke Hannover–Braunschweig gelegene Teil des Gemeindegebiets nach Braunschweig eingemeindet. 1974 folgte der Ort. Die bis dahin selbständige Gemeinde Broitzem ging in der Stadt Braunschweig auf.

## Politik

### Wappen
| Wappen von Broitzem | Blasonierung: „In Blau ein goldenes griechisches Kreuz, die Armenden mit je einer oberhalben goldenen Lilie besteckt.“ |
| Wappen von Broitzem | Wappenbegründung: Das Geschlecht von Broitzem, das sich seit dem 14. Jahrhundert nach dem Ort benannte, später in Braunschweig zu patrizischer Stellung gelangte und hier um 1800 ausstarb, führte ein in verschiedenen Varianten überliefertes Wappen, das vier kreuzförmig zueinander angeordnete rote Lilien im silbernen Schild enthielt. Ein Wappen derer von Broitzem befindet sich an der Andreaskirche in Braunschweig. Auf diesen verschiedenen Lilienmotiven fußt das in neuer Anordnung gestaltete Ortswappen mit dem Lilienkreuz, das mit seinen blau-goldenen Farben an die jahrhundertelange Zugehörigkeit Broitzems zum Kerngebiet des Braunschweiger Landes erinnert wie auch an die zum ehemaligen Landkreis Braunschweig, zu dessen selbständigen Gemeinden Broitzem bis 1974 zählte. Das Wappen wurde vom Heraldiker Arnold Rabbow gestaltet und am 6. Februar 1980 vom Ortsrat beschlossen. |

## Kultur und Sehenswürdigkeiten

### Bauwerke
Wasserturm

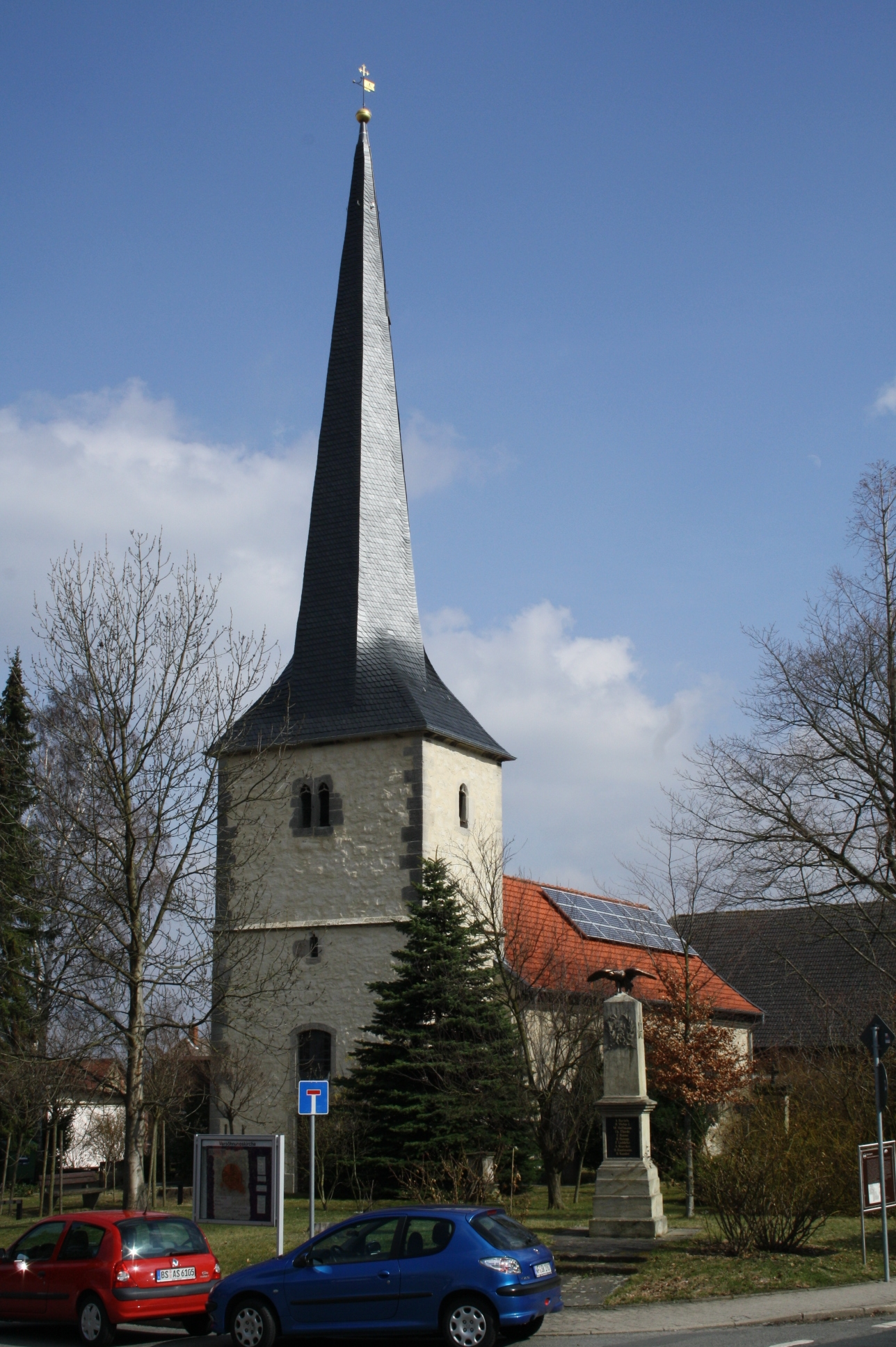
Teilweise noch spätgotische Kirche von 1469, heute Versöhnungskirche von Broitzem

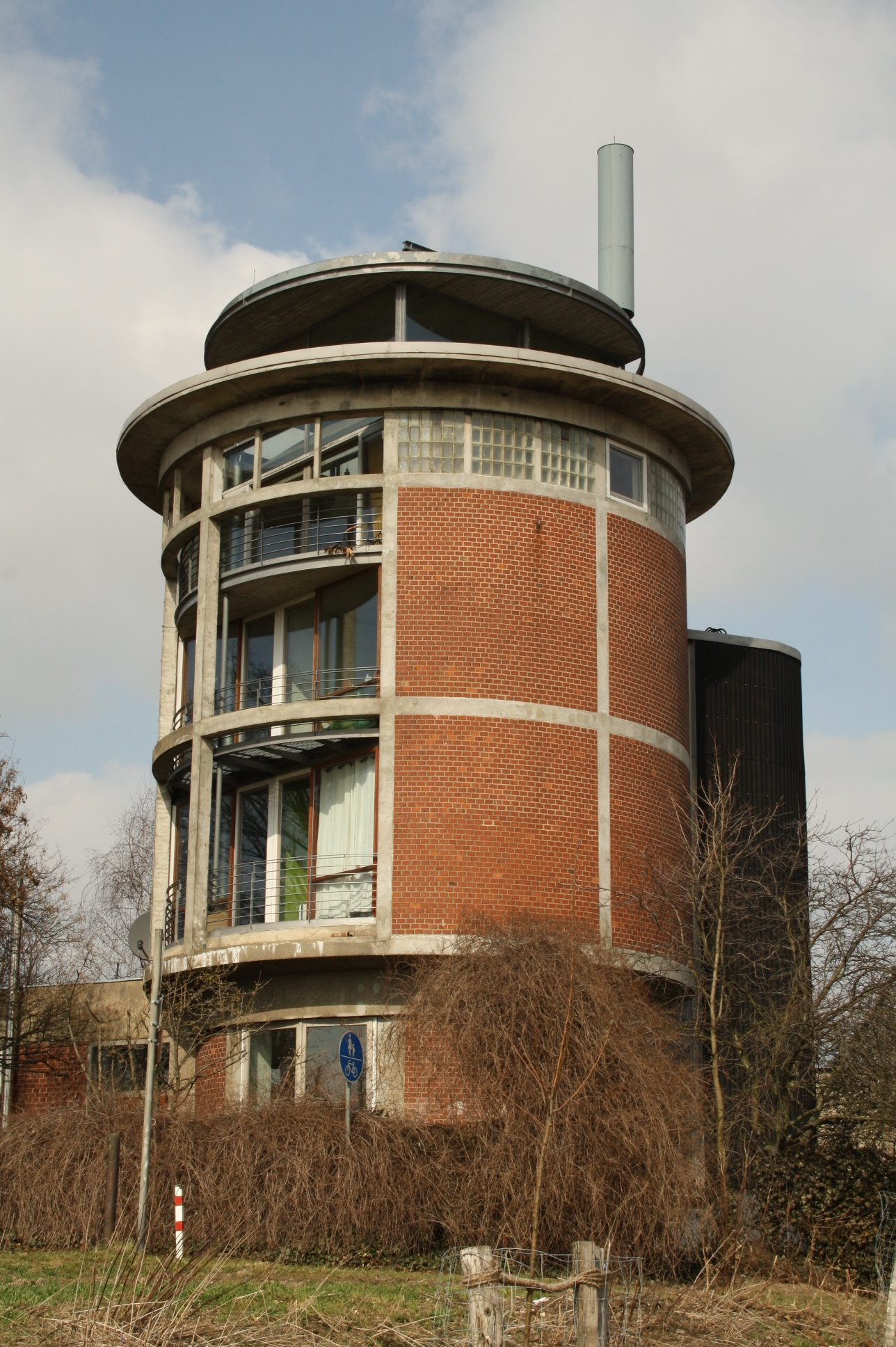
Ehemaliger Wasserturm

Auf dem Steinberg wurde auf einer Höhe von 102,70 m.ü.NN.1957 ein Wasserturm errichtet. Nachdem er für die Nutzung im Rahmen der Wasserversorgung durch verbesserte Pumpenanlagen überflüssig wurde, ist er 1994–96 zu einem Wohngebäude umgebaut worden.
Fernmeldeturm
Auf dem Steinberg befindet sich eine Sendeanlage der Deutschen Telekom. Der Fernmeldeturm (52° 13′ 37,13″ N, 10° 28′ 27,26″ O) wurde 1971 erbaut und ca. 1987 im Rahmen der Einführung des Privatfunks auf seine heutige Höhe von 154,65 m aufgestockt. Er ist damit das zweithöchste Bauwerk der Stadt. Das Betriebsgeschoss liegt 78 m über dem Boden. Der Turm dient zu Richtfunkzwecken sowie zur Verbreitung von Hörfunk- und TV-Programmen.
Kirche
Die Versöhnungskirche in Broitzem wurde in den Jahren 1469–1480 errichtet.

### Sport
In Broitzem sind folgende Sportvereine ansässig:
- Der Sportverein Broitzem von 1921 e. V., mit den Abteilungen Fußball, Tischtennis, Aerobic, Kinderturnen, Damengymnastik und Mutter/Kind-Turnen. Der 1. Alten Herrenmannschaft des SV Broitzem gelang es im Jahr 2008, die Deutsche Altherren-Meisterschaft zu gewinnen.
- Der Schützenverein Broitzem von 1957 e. V., unter anderem Schießsport und Bogensport.

## Wirtschaft und Infrastruktur
Neben einem breitgefächerten Angebot an Einzelhandel hat sich in Broitzem eine Vielzahl an Kleingewerbe angesiedelt.

### Verkehr
- Schiene: Im Norden verläuft die Bahnstrecke Braunschweig–Hannover, es bestehen Planungen, einen neuen Haltepunkt in Broitzem zu errichten.[6]
- Straße: Verbindungen in die Weststadt, nach Stiddien und Rüningen.
- ÖPNV: Broitzem wird durch die Straßenbahnlinie 5 sowie mit den Buslinien 465 und 485 der Braunschweiger Verkehrs-GmbH bedient.
- Rad: Seit dem 20. Juni 2010 befindet sich zwischen Broitzem und Stiddien ein einseitiger Radweg, der aufgrund von Bürgerstimmen der Anlieger erbaut wurde.[7]

## Persönlichkeiten
- Gustav Harms, Ehrenbürger der Gemeinde Broitzem
- Dorette Mundt, Ehrenbürgerin der Gemeinde Broitzem